# ميتش بوتير
ميتش بوتير (بالإنجليزية: Mitch Potter) هو عداء سريع أمريكي، ولد في 16 سبتمبر 1980.

## وصلات خارجية
- ميتش بوتير على موقع الاتحاد الدولي لألعاب القوى (الإنجليزية)